# Ongokea
Ongokea é um género botânico pertencente à família Olacaceae.

## Espécies
- Ongokea gore
- Ongokea kamerunensis
- Ongokea klaineana